# Kallisto (Mythologie)

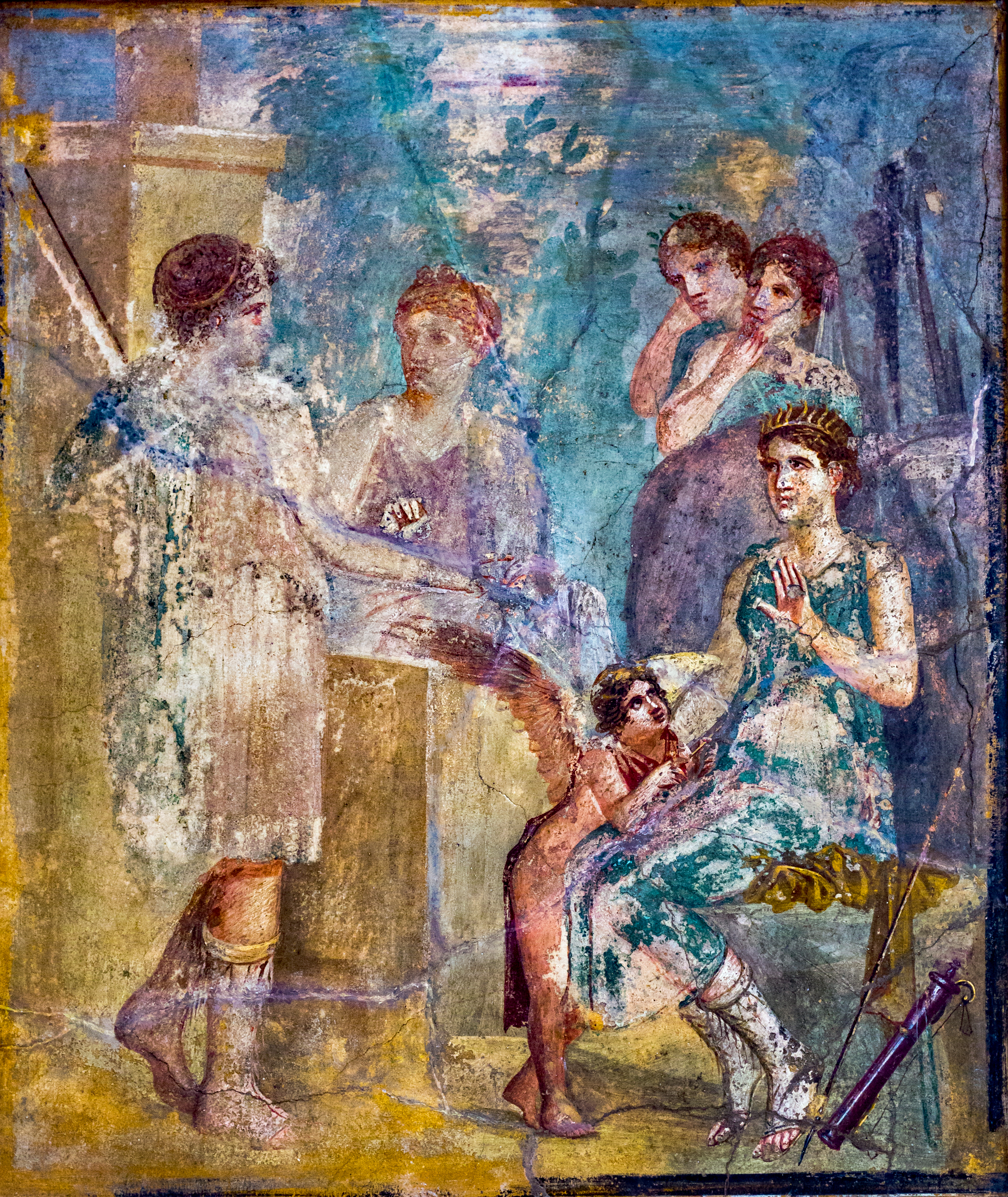
Artemis (sitzend mit Strahlenkrone), die Nymphe Kallisto (links), Eros und andere Nymphen. Antikes Fresko aus Pompeji.

Kallisto (altgriechisch Καλλιστώ Kallistṓ, deutsch ‚die Schönste‘, lateinisch Callisto) war in der griechischen Mythologie eine Nymphe aus dem Umfeld der Jagd- und Naturgöttin Artemis. Sie wurde von Zeus verführt oder vergewaltigt. Aufgrund des (unfreiwilligen) Geschlechtsverkehrs mit Zeus wurde sie schwanger. Deshalb wurde sie aus Eifersucht von Hera in eine Bärin verwandelt und später als Sternbild ans Firmament versetzt.

## Mythos

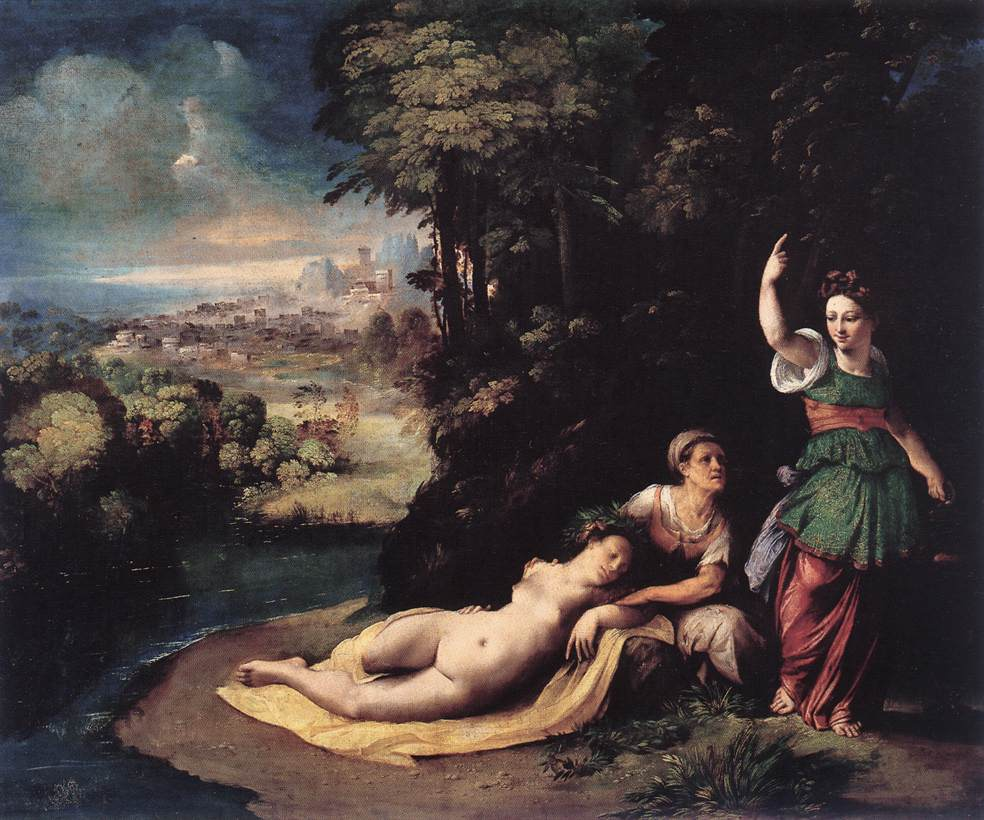
Diana und Callisto
(Dosso Dossi, 1528, Galleria Borghese, Rom)

Kallisto ist die Tochter des Königs Lykaon aus Arkadien. Die griechische Überlieferung ist allerdings lückenhaft. Die bekannteste und am besten erhaltene Darstellung ihrer Sage stammt vom römischen Dichter Ovid, der den Mythos sowohl in seinen Fasti als auch in seinen Metamorphosen erzählt. In beiden Versionen wird Kallisto von Jupiter vergewaltigt.

### Der Mythos nach den Metamorphosen des Ovid
Nachdem Phaeton schweren Schaden auf der Welt und im Himmel angerichtet hat, überprüft der allmächtige Vater Jupiter, wie groß die Schäden sind, und richtet gegebenenfalls beschädigte Landschaftsteile wieder her. Dabei liegt ihm Arkadien besonders am Herzen. In eben diesem Arkadien erblickt er eine Jungfrau, die nicht nur wunderschön ist, sondern sich auch rasch durch Erscheinung und Verhalten als Nymphe der Göttin Diana entpuppt. Jupiter wartet, bis die schöne Nymphe, von der Jagd und der Mittagshitze erschöpft, sich zum Ausruhen hinlegt. Er möchte ihre Erschöpfung umgehend ausnutzen. Anders als noch bei Io, die er zuvor durch direkte Anrede in die Flucht trieb, nimmt er nun die Gestalt von Diana an, der Kallisto treu ergeben ist. Somit hegt die Nymphe keinerlei Misstrauen und wird von der „falschen Diana“ überrumpelt:
Protinus induitur faciem cultumque Dianae

atque ait: „o comitum, virgo, pars una mearum,

in quibus es venata iugis?“ de caespite virgo

se levat et „salve numen, me iudice“ dixit,

„audiat ipse licet, maius Iove.“ ridet et audit

et sibi praeferri se gaudet et oscula iungit

nec moderata satis nec sic a virgine danda.

qua venata foret silva narrare parantem

impedit amplexu, nec se sine crimine prodit.

Illa quidem contra, quantum modo femina posset

(adspiceres utinam, Saturnia: mitior esses),

illa quidem pugnat; sed quem superare puella,

quisve Iovem poterat?
Unverzüglich nimmt er das Gesicht und die Gestalt Dianas an

und spricht zu ihr: „Meine Begleiterin, Jungfrau, Teil meiner Garde,

in welchen Gefilden warst du jagen?“ Von der Wiese erhebt sich die

Jungfrau und spricht: „Sei gegrüßt, Göttin, die du nach meinem Urteil –

soll er es selbst hören – größer noch bist als Jupiter.“ Er hört es, lacht

und freut sich darüber, sich selbst vorgezogen zu werden, und gibt ihr

Küsse, weder anständig genug, noch so, wie eine Jungfrau sie geben

sollte. Sie ist bereit, zu erzählen, in welchem Wald sie jagen war, doch

er behindert sie durch eine Umarmung und zeigt verbrecherisch sein

wahres Ich. Natürlich wehrt sie sich so sehr, wie es einer Frau eben

möglich ist (hättest du es nur gesehen, Juno, du wärst milder gewesen),

freilich kämpft sie; doch wen könnte ein Mädchen,

wer überhaupt könnte Jupiter bezwingen?
Kallisto ist nun völlig wesensverändert. Beinah flieht sie auch vor der echten Diana, weil sie erneut Jupiter fürchtet. Allerdings bemerkt sie an den anderen Nymphen, die der Göttin folgen, dass es sich um die echte Diana handelt. Doch obwohl sie vorher noch sozusagen die rechte Hand der Göttin war, ist sie nun still und zurückgezogen. Weder die Wesensveränderung noch die Schwangerschaft wird von Diana registriert. Zumindest für letzteres bietet ihre eigene Jungfräulichkeit die Erklärung (die anderen Nymphen jedoch bemerkten die Schwangerschaft, wodurch offenbar wird, dass sie wohl trotz Keuschheitsgelübde erotische Erfahrungen gesammelt haben.) Es gelingt Kallisto gar, bis kurz vor der Entbindung ihre ungewollte Schwangerschaft zu verbergen. Bei einem gemeinsamen Bad mit Diana und den anderen Nymphen zögert sie aber, bis ihr von den anderen Nymphen die Kleider entrissen werden und ihr Mutterleib offenbar wird. Unverzüglich wird sie von Diana verstoßen.
Nachdem Kallisto kurz darauf ihren Sohn Arkas geboren hat, tritt Juno auf den Plan. Die Gattin von Kallistos Schänder wurde bereits in der Vergewaltigungsszene unheilvoll angekündigt und sinnt eifersüchtig auf Rache, für die es nun keines Aufschubs mehr bedarf:
Senserat hoc olim magni matrona Tonantis

distuleratque graves in idonea tempora poenas.

causa morae nulla est, et iam puer Arcas (id ipsum

indoluit Iuno) fuerat de paelice natus.

quo simul obvertit saevam cum lumine mentem,

„scilicet hoc unum restabat, adultera“ dixit,

„ut fecunda fores fieretque iniuria partu

nota Iovisque mei testatum dedecus esset.

haud impune feres; adimam tibi namque figuram

qua tibi quaque places nostro, importuna, marito.“
Einst erfuhr dies auch die Gattin des großen Donnerers

und wartete mit schweren Bestrafungen auf die geeignete Zeit.

Es gibt keinen Grund zu warten, denn schon wurde der Junge Arcas

(das selbst schmerzte Juno) von der Nebenbuhlerin geboren.

Dadurch richtete sie ihr Augenmerk mit wütendem Sinn auf sie

und sprach: „Das hat ja gerade noch gefehlt, du Ehebrecherin,

dass du schwanger wirst und durch die Geburt das Unrecht

bekannt und die Schande meines Jupiters bezeugt ist.

Keinesfalls kommst du ungestraft davon, denn ich nehme dir deine Gestalt,

durch die du dir und meinem Gatten so gefällst, du unverfrorenes Stück.“
Juno kehrt die Schuld also von Jupiter auf Kallisto um und verwandelt, gemäß ihrer Drohung, die schöne Nymphe in eine grässliche Bärin. Als solche wird ihre Wesensveränderung, die sich schon direkt nach der Vergewaltigung gezeigt hat, verbildlicht. Obwohl sie nun eine Bärin ist, fürchtet sie vermeintliche Artgenossen, sogar die Wölfe, unter denen ihr Vater Lykaion (von λύκος lýkos, deutsch ‚Wolf‘) weilt.
Als Kallisto nach fünfzehn Jahren auf ihren Sohn Arkas, der nun Jäger ist, trifft, will sie ihn umarmen, dieser aber das vermeintlich wilde Tier töten. Jupiter greift ein und versetzt Kallisto als das Sternbild des Großen Bären und Arkas als das des Kleinen Bären in den Himmel. Juno erzürnt erneut. Mit einer absurden Rede, dass Kallisto sie aus ihrem Ehebett stoßen und ihren Platz als Königin des Olymps einnehmen würde, erwirkt sie bei Okeanos und Tethys, dass die beiden Sternbilder niemals in das erfrischende Meer eintauchen dürfen; daher werden sie zu zirkumpolaren Sternbildern.

### Rezeption der ovidischen Überlieferung
Der Kallistomythos nach Ovid diente vielen bildenden Künstlern, Autoren und Musikern als Inspirationsquelle. Allerdings macht Konrad Heldmann darauf aufmerksam, dass Künstler oft die Vergewaltigung in eine erotische Liebesgeschichte umkehren und Zeus, statt als Schänder, als glamourösen Verführer darstellen. Diese Verklärung gehe so weit, dass auch renommierte Nachschlagewerke nicht deutlich genug oder überhaupt nicht von einer Vergewaltigung sprächen.

## Darstellung in der Kunst

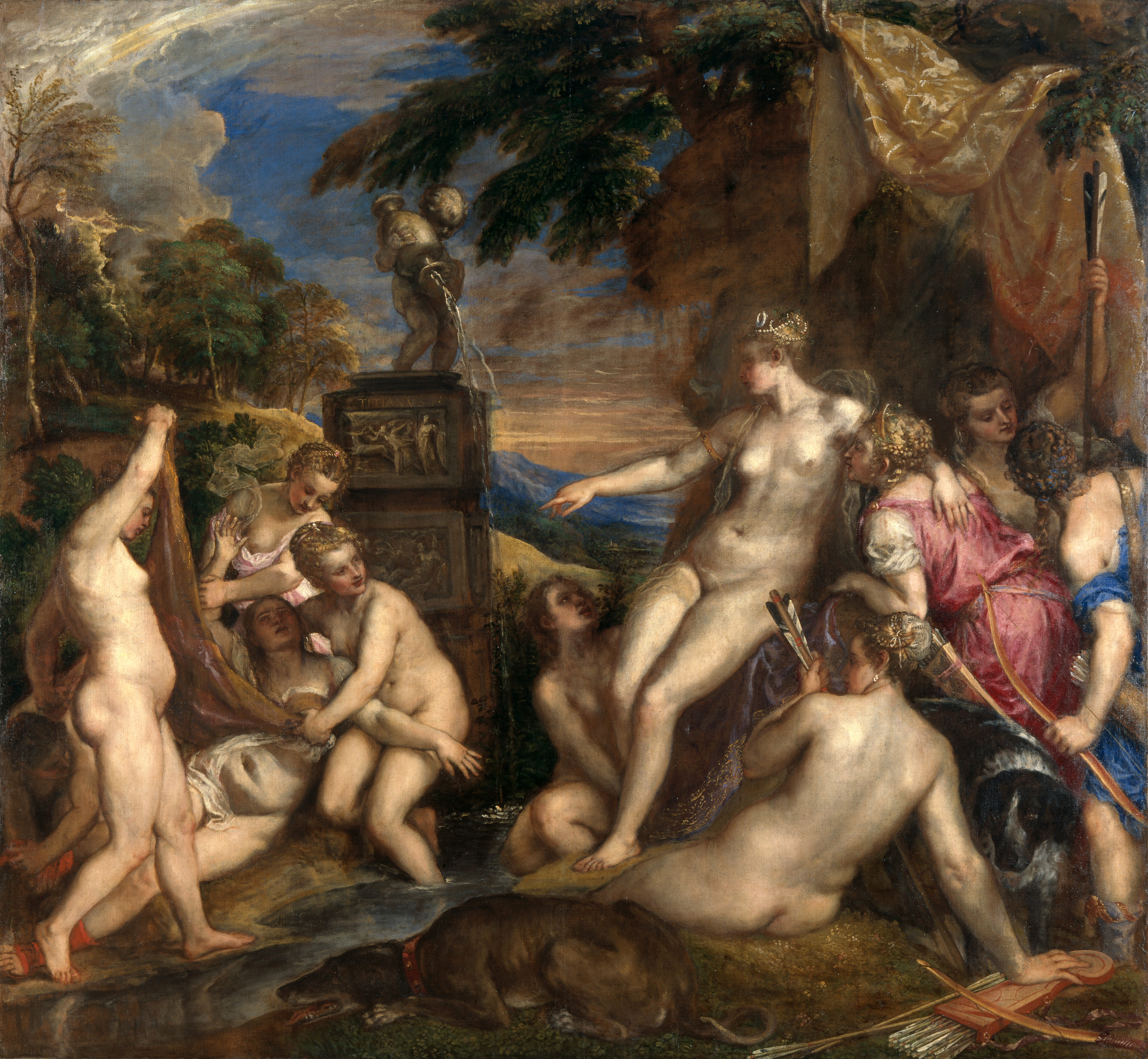
Tizian: Diana und Kallisto, 1556–1559

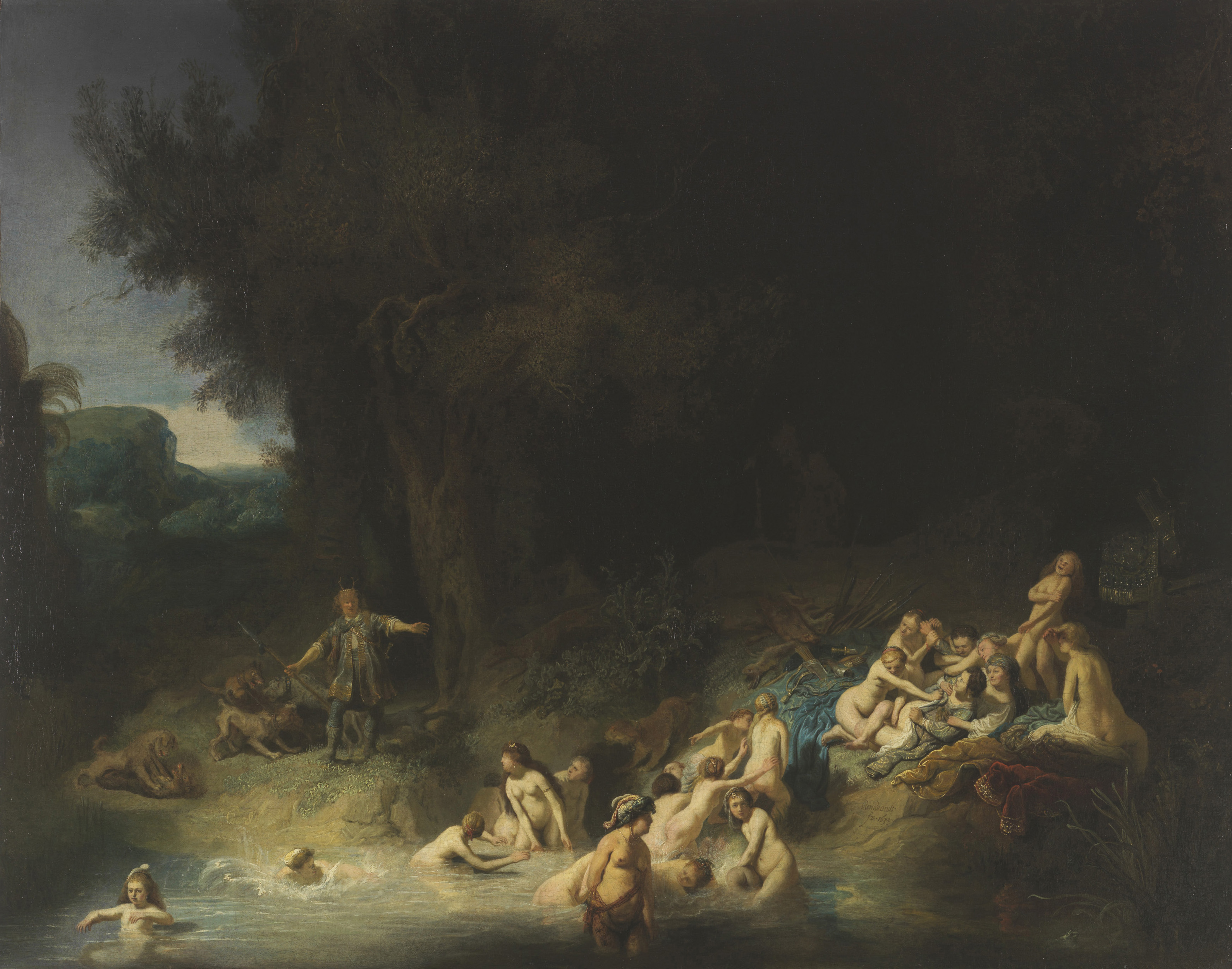
Rembrandt van Rijn: Das Bad der Diana mit Aktäon und Kallisto, 1635

### Bildende Kunst
- Diana und Kallisto von Tizian, 1556–1559
- Das Bad der Diana mit Aktäon und Kallisto von Rembrandt, 1634

### Musik
- La Calisto von Francesco Cavalli, 1651
- Like Callisto to a Star in Heaven von Trivium, 2008
- Callisto von Stephan Bodzin vs Marc Romboy, 2011

## Kallisto als Namensgeberin
- Kallisto (Mond), ein Jupitermond
- (204) Kallisto, ein Asteroid